# Umeå IK
Umeå Idrottsklubb är en idrottsklubb i Umeå bildad 1917. Klubben är mest känd för sin damfotbollssektion.

## Historia
Klubben bildades den 20 juli 1917 under namnet Tegs Idrottsklubb som kort därefter bytte namn till Umeå Idrottsklubb. 1919 inträdde klubben i Riksidrottsförbundet och de dominerande grenarna var allmän idrott, skidor och fotboll kombinerat med bandy vintertid. År 1924 ingick även sektioner för cykel, simning, gymnastik och boxning. 1925 invigdes Gammliavallen vilket betydde mycket för klubbens idrottsutövande.
1940 startade konståkningssektionen i Umeå. I februari 2008 hade sektionen 70 aktiva medlemmar, och nya ishallar har byggts i Umeå. Klubben arrangerar årligen två tävlingar samt en isshow.
1958 bildades bowlingsektionen, vilken vunnit tre SM-guld (1974, 1985 och 1988). 1960 lades sektionen för allmän idrott ned, då samtliga friidrottare hade lämnat klubben för IFK Umeå.
1984 bildades en fotbollssektion för damseniorer – vilken efter avancemang från lägre divisioner kom att bidra till ett genombrott för svensk damfotboll på såväl nationell som internationell marknad, i och med klubbens storhetstid under 2000-talets första decennium. Sedan slutet av 2010-talet har dock fotbollsföreningen, som blev fristående 2011, pendlat mellan Damallsvenskan och Elitettan.

## Sektioner
- Bowling – Umeå IK Bowling
- Brottning – Umeå IK Brottning
- Fotboll – Umeå IK FF
- Handboll – Umeå IK Handboll
- Innebandy – Umeå IK Innebandy
- Konståkning – Umeå IK Konståkning